# 독도새우
독도새우는 독도 주변연안에서 서식하고 있는 갑각류 3종을 통틀어 부른다.
- 도화새우
- 물렁가시붉은새우 (꽃새우)
- 가시배새우 (닭새우)

## 같이 보기
- 제목에 "독도새우" 항목을 포함한 모든 문서

| Disambiguation icon | 이 문서는 명칭이 같고 같은 종류에 속하는 여러 대상을 연결하는 색인 문서입니다. |